# Rosser Ridge
Rosser Ridge ist ein 6 km langer und felsiger Gebirgskamm im westantarktischen Queen Elizabeth Land. In den Pensacola Mountains markiert er die nördliche Grenze der Cordiner Peaks.
Der United States Geological Survey (USGS) kartierte ihn anhand eigener Vermessungen und Luftaufnahmen der United States Navy aus den Jahren von 1956 bis 1966. Das Advisory Committee on Antarctic Names benannte ihn 1968 nach Earl W. Rosser, Topografieingenieur in den Pensacola Mountains von 1965 bis 1966.